# Lalith Babu

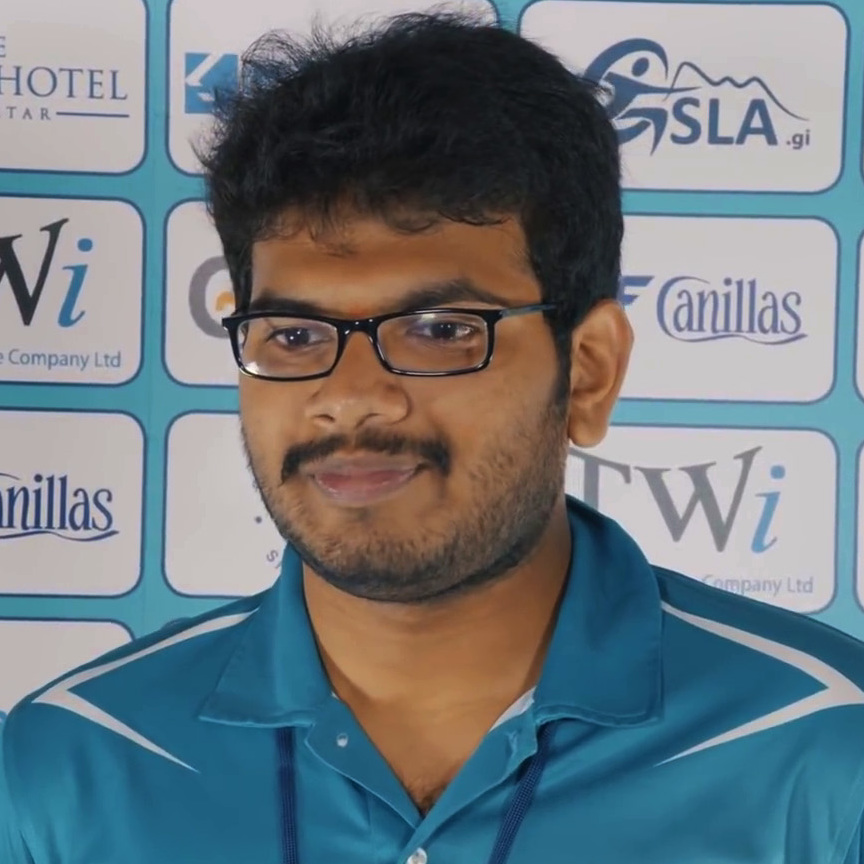
Lalith Babu in 2017

Babu Musnuri Rohit Lalith ( Vijatawada Andhra Pradesh, India  5 januari 1993) is een Indiase schaker uit de deelstaat Andhra Pradesh. Hij won in 2009 het Leiden Chess Tournament. In januari 2012 behaalde hij door zijn resultaten op het Hastings Toernooi in Londen de titel schaakgrootmeester. Hij is de vierde schaker uit Andhra Pradesh die grootmeester werd, na Humpy Koneru, Pendyala Harikrishna en Dronavalli Harika. In 2007 won hij het Asian Junior Chess Championship. In 2008 won hij een bronzen medaille op het in Nagpur gespeelde Commonwealth Chess Championship.
Babu speelt sinds zijn zevende. Hij is afkomstig uit Vijayawada.